# Malbon River
Malbon River är ett vattendrag i Australien. Det ligger i delstaten Queensland, omkring 1 500 kilometer nordväst om delstatshuvudstaden Brisbane.
Omgivningarna runt Malbon River är i huvudsak ett öppet busklandskap. Trakten runt Malbon River är nära nog obefolkad, med mindre än två invånare per kvadratkilometer. Genomsnittlig årsnederbörd är 377 millimeter. Den regnigaste månaden är februari, med i genomsnitt 118 mm nederbörd, och den torraste är augusti, med 1 mm nederbörd.